# Humberto Eliash Díaz
Humberto Eliash Díaz es un arquitecto, acuarelista y dibujante chileno, fundador de la oficina de arquitectura Eliash Arquitectos. Fue presidente del Colegio de Arquitectos entre 2018 y 2020.

## Biografía
Sus estudios secundarios los realizó en el Colegio Leonardo Murialdo de Santiago de Chile, mientras que sus universitarios en la Facultad de Arquitectura y Urbanismo de la Universidad de Chile, donde se titula en 1975. Entre 1975 y 1978 estudió y trabajó en Londres, Madrid y Barcelona.
En 1977, cofundó junto a Pedro Murtinho y Cristián Boza el Centro de Estudios de la Arquitectura (CEDLA), una agrupación privada de arquitectos que operó en Chile hasta 1989. A lo largo de su existencia, Eliash fue el director Editorial de la publicación ARS.
Fue parte de la oficina de arquitectura Larraín, Murtinho y Asociados hasta que en 1992 fundó Eliash Arquitectos, estudio que mantiene hasta hoy. Su trabajo ha estado enfocado principalmente en arquitectura institucional y sus proyectos han sido reconocidos en Chile y el extranjero. En los últimos años ha realizado proyectos de arquitectura cultural y educacional en Chile, Ecuador, Uruguay, Panamá y Brasil.
Actualmente es profesor titular de la Universidad de Chile, donde ejerció como Vicedecano de la Facultad de Arquitectura y Urbanismo entre 2010 y 2014 junto al Decano Leopoldo Prat. Su labor académica actualmente incluye clases y publicaciones en diferentes universidades. Ha dictado conferencias en América y Europa.
En la Bienal de Arquitectura de Venecia ha expuesto sus obras en dos oportunidades y, tanto en 2016 como en 2019, fue parte del jurado que eligió a los curadores del Pabellón de Chile en dicha Bienal. En 2004 ganó dos premios en la Bienal Panamericana de Arquitectura de Quito y ha sido expositor en la Bienal Internacional de Arquitectura de Buenos Aires.
Eliash es miembro del Comité editor de Revista AAA (Archivos de Arquitectura Antillana) y integrante del Comité asesor de Arquitectura del Ministerio de las Culturas, las Artes y el Patrimonio

## Colegio de Arquitectos de Chile
En el Colegio de Arquitectos de Chile fue miembro del directorio y Vicepresidente entre 1994 y 1998; presidió la XII Bienal de Arquitectura y Urbanismo de Chile en 2000; y recibió en 2016 el Premio Sergio Larraín García-Moreno por su trayectoria académica.
En enero de 2018 asumió por un periodo de dos años como Presidente Nacional del Colegio de Arquitectos de Chile. Siendo presidente del Colegio de Arquitectos, fue consejero del Consejo Nacional de Desarrollo Urbano. Desde diciembre de 2020 se desempeña como Past President del Colegio de Arquitectos de Chile.
En 2019 el Royal Institute of British Architects le otorgó la Presidential Medal por su trayectoria y gestión a cargo del Colegio de Arquitectos de Chile.

## Obras construidas destacadas
- Mirador Pablo Neruda en el Parque Metropolitano de Santiago (PARQUEMET) - Santiago de Chile
- Edificio Los Presidentes (Facultad de Derecho de la Universidad de Chile) - Santiago de Chile
- Edificio VK2 (Universidad Central de Chile) - Santiago de Chile
- Edificio K (Universidad de Las Américas) - Santiago de Chile
- Campus UDLAPark (Universidad de Las Américas) - Quito, Ecuador
- Centro Universitario IBMR - Río de Janeiro, Brasil
- Universidad Interamericana de Panamá - Ciudad de Panamá, Panamá
- Instituto de Creación e Imagen (Universidad de Chile)
- Colegio Alemán de Chicureo - Colina, Chile
- Colegio Thomas Morus - Providencia, Chile
- Colegio Pucalán - Colina, Chile
- Remodelación del ex aeropuerto de Cerrillos - Santiago de Chile

## Publicaciones
- 1989 — «Arquitectura y Modernidad en Chile 1925-1965» (Con Manuel Moreno)
- 1990 — «Fernando Castillo Velasco, de lo moderno a lo real»
- 1993 — «Cristián Boza: Un eclecticismo apasionado»
- 2003 — «Carlos Martner, arquitectura y paisaje» (Con Miguel Laborde)

## Reconocimientos
- 2003 — Medalla de honor «Claude Brunet de Baines». Facultad de Arquitectura y Urbanismo de la Universidad de Chile[1]
- 2003 — Bienal Panamericana de Arquitectura de Quito. Ecuador.
- 2016 — Medalla Ulises. Universidad de Santiago de Chile[12]
- 2019 — Presidential Medal. Royal Institute of British Architects[11]